# Kabinett Steinhoff (Brandenburg) I
Das Kabinett Steinhoff I wurde am 4. Juli 1945 von der Sowjetischen Militäradministration in Deutschland (SMAD) in Berlin-Karlshorst als Provinzialregierung Mark Brandenburg bestätigt und bildete damit für die am 9. Juli 1945 geschaffene Provinz Mark Brandenburg die oberste staatliche Instanz. Das Kabinett amtierte bis zum 18. Dezember 1946. 

## Mitglieder
| Amt              | Name                                  | Zuständigkeit | Partei  | Partei            |
| ---------------- | ------------------------------------- | --- | ------- | ----------------- |
| Präsident        | Karl Steinhoff                        | Justiz |         | SPD               |
| 1. Vizepräsident | Bernhard Bechler                      | Inneres (Personal und Verwaltung) Polizei Justiz (ab September 1945) |         | parteilos/KPD/SED |
| 2. Vizepräsident | Edwin Hoernle                         | Ernährung und Landwirtschaft Landwirtschaft und Forsten (ab 25. Juni 1946) Wirtschaft und Verkehr Wirtschaft und Industrie (ab 27. Mai 1946) Verkehr (ab Mai 1946 eigenständig) Handel und Versorgung (ab Juni 1946) |         | KPD               |
| 2. Vizepräsident | Heinrich Rau (ab August 1945)         | Ernährung und Landwirtschaft Landwirtschaft und Forsten (ab 25. Juni 1946) Wirtschaft und Verkehr Wirtschaft und Industrie (ab 27. Mai 1946) Verkehr (ab Mai 1946 eigenständig) Handel und Versorgung (ab Juni 1946) | KPD/SED |                   |
| 3. Vizepräsident | Fritz Rücker                          | Volksbildung Arbeit und Sozialwesen Umsiedler und Heimkehrer (ab 1. Oktober 1946) |         | SPD/SED           |
| 4. Vizepräsident | Georg Remak                           | Finanzen Justiz (bis September 1945) Gesundheit |         | parteilos         |
| 4. Vizepräsident | Frank Schleusener (ab September 1945) | Finanzen Justiz (bis September 1945) Gesundheit |         | CDU               |